# Lepanus vestitus
Lepanus vestitus är en skalbaggsart som beskrevs av Matthews 1974. Lepanus vestitus ingår i släktet Lepanus och familjen bladhorningar. Inga underarter finns listade i Catalogue of Life.